# 山田真一 (声優)
山田 真一（やまだ しんいち、3月12日 - ）は、日本の男性声優、ナレーター。兵庫県出身。青二プロダクション所属。

## 略歴
一番最初になりたかった職業は怪獣の着ぐるみの中に入ることだった。一番好きな怪獣は『ウルトラマン』のゼットンを挙げている。
その後は漫画家になる夢を持っており、2010年10月18日付けのツイートでもそれを断念したわけではなくその後もその夢を持ち続けているという。
青二塾東京校12期生として入塾。卒業後、青二プロダクションに所属。1992年に声優としてデビュー。
声優デビュー後の3～4年は全然仕事をしていなかったが、転機になったのは1996年開催のアトランタオリンピックの日本テレビでの放送期間中のナレーションを務めていたことだった。そこでゴールデンタイムに「山田真一」と名前が出て、TBSの昼の番組でナレーションをするなど、徐々に声をかけてもらう機会が増えていったという。

## 人物
『ダウンタウンのガキの使いやあらへんで!』（以下『ガキ使』）ではナレーションを務めているが、『ガキ使』については参加する以前から毎週録画しているぐらい好きだった。マネージャーに山田からお願いしされたことがきっかけだったこと、当時の『ガキ使』のナレーターは同じ事務所に所属している真地勇志たちが担当してきたため、「ぜひ機会があればやらせてください！」と『ガキ使』に参加することになった。最初に『ガキ使』でナレーションを入れたのは1998年10月に放送されたゴルフ対決。その時はその後のハイテンションな感じでもなく、いたって普通だったと語る。『ガキ使』では2006年に笑福亭笑瓶をオーディションするレギュラー放送の企画で誕生した「ショウヘイヘーイ」の天の声も担当しており、それを最初に担当していた時は当時のディレクターが「長いバージョン、短いバージョン、テンションの上げ下げ……」と一個一個細かく指示された。山田は松本人志が「こういうシーンでこういうのを使いたいから」と事前にディレクターに伝えていたと推測している。収録していた最中は正直何のことか分からず読んでいたが、オンエアを見てみていたところ「なるほど、ここで使うんだ！」と感心していた。「ショウヘイヘーイ！」に至ってはレギュラー放送の7～8年後に『笑ってはいけないシリーズ』で復活して人気になったことからその時には疑問に思っても「ひとつひとつ真剣にやらなければ」と気を引き締め直していたという。『ガキ使』内で1度だけ困ったことがあり、1999年に放送された「顔面悶絶!!ガキの使いブサイクカレンダー」の回で、スタッフたちが番組カレンダーに使う写真を撮るためにひどい目にあった。しかし、途中で笑いが止まらなくてまともに読めなくなってしまい、ディレクターも結構怒っていたと山田は語る。ナレーションで注意していることは、主役は芸人で山田はガイドであり案内役のため、「とにかく出演者の邪魔をしないこと」と語る。ダウンタウン、ココリコ、月亭邦正とは『ガキ使』の企画の『山-1グランプリ』の時に毎年あいさつしている。その時に突っ込んだ会話はしていないが、皆も認識してくれていると語る。『ガキ使』については山田にとっても青春そのもので、キャリアの半分以上携わっていた。その時に死ぬまで続けたく、いまだに「日本一ナレーションしたい番組」と思っているといい、心から「ダウンタウンと『ガキ使』が存在する時代に生まれてよかった」と思っているという。
趣味はスニーカー・怪獣ソフビ収集、イラスト。特技は歌、サッカー、ウルトラマン検定試験全国37位、宇宙人・UFO目撃談のモノマネ。
高校時代のひとつ上の先輩で山田と同郷の人物に漫画家のにしむらともこがいる。にしむらとは同じく美術部に所属していた。
弟（7月30日 - ）は兵庫県佐用郡佐用町のパン屋の「ル・プルースト」を経営している。

## 出演
太字はメインキャラクター。

### テレビアニメ
1992年
- キテレツ大百科（僧侶、店員）
- ツヨシしっかりしなさい（1992年 - 1994年、吉岡、乗客A、青年）
- 美少女戦士セーラームーン（兵士）

1993年
- 剣勇伝説YAIBA（男子生徒B）

1994年
- ママレード・ボーイ（男子学生、バーテンダー）

1995年
- アニメ世界の童話（狩人）
- 空想科学世界ガリバーボーイ（部下、ボス、イエティ、レジスタンス、マッチョマン）

1996年
- ゲゲゲの鬼太郎（第4作）（ダイバーB、ボコ、百姓河童）
- 地獄先生ぬ〜べ〜（不良の霊）
- ご近所物語（男子生徒）
- ドラゴンボールGT（ナット）

1997年
- 勇者王ガオガイガー（氷竜、炎竜、超竜神、風龍、雷龍、撃龍神、幻竜神、強龍神）

1998年
- センチメンタルジャーニー（恭子の父）

1999年
- 逮捕しちゃうぞ SECOND SEASON（松本勝四郎）

2000年
- ONE PIECE（2000年 - 、ブランニュー、リップ・ドウティ、スプラッタ、カダル、ひひ丸、アギー68 他）

2001年
- 魔法戦士リウイ（スキンヘッド・リー）

2004年
- サムライチャンプルー（ダフ屋）

2008年
- ネットミラクルショッピング（山田）

2010年
- カルルとふしぎな塔（クーク）
- ネットミラクルショッピング 2ndシーズン（山田）

2011年
- 極上!!めちゃモテ委員長 セカンドコレクション（アシスタント）
- デジモンクロスウォーズ（ホースモン）

2012年
- SKET DANCE（金志方タカシ）

2013年
- gdgd妖精s（メンタルとタイムのルーム監督、メンタルとタイムのルーム実況）

2014年
- ONE PIECE “3D2Y” エースの死を越えて! ルフィ仲間との誓い（ブランニュー）

2015年
- 英国一家、日本を食べる（幸田菊之進）
- 戦国無双（島左近）
- ちびまる子ちゃん（吉田さん）

2017年
- ガヴリールドロップアウト（魔界通販社長）

2018年
- 爆釣バーハンター（2018年 - 2019年、Mr.シシャモ）

2020年
- アサティール 未来の昔ばなし（派手な男）
- 宇崎ちゃんは遊びたい!（2020年 - 2022年、ナレーション） - 2シリーズ

2022年
- デジモンゴーストゲーム（トロピアモン）

### 劇場アニメ
- ONE PIECE STAMPEDE（2019年、ブランニュー[26]）

### OVA
- 機神兵団（1992年、哨戒兵）
- 銀河英雄伝説（1994年）
- 湘南爆走族 10 FROM SAMANTHA（1995年、少年）
- BE-BOP-HIGHSCHOOL（1995年、不良）
- 勇者王ガオガイガーFINAL（2000年、氷竜、炎竜、超竜神[27]、風龍、雷龍、撃龍神[27]）
- まりもっこり〜ず（2008年、太陽もっこり、語り）

### ゲーム
1996年
- BSドラゴンクエスト

1998年
- デストレーガ（ラオン）

1999年
- ナース物語（萩原豊）

2000年
- SSX（ヒロ）
- ブレイブサーガ2（氷竜、炎竜、風龍、雷龍、超竜神、撃龍神）

2003年
- 第2次スーパーロボット大戦α / 第3次α（2003年 - 2005年、氷竜、炎竜、超竜神） - 2作品

2005年
- 新世紀勇者大戦（氷竜、炎竜、超竜神）
- 鋼の錬金術師3 神を継ぐ少女（一族の戦士〈錬金術師〉）

2006年
- 戦国無双2（島左近、加藤清正・朝倉義景 他）
- 戦国無双2Empires（島左近、北条氏康 他）

2007年
- 戦国無双KATANA（島左近）
- 戦国無双2 猛将伝（島左近、加藤清正、朝倉義景 他）
- バロック（トンミム、首の者）
- 無双OROCHI（島左近、モブ）

2008年
- 無双OROCHI 魔王再臨（島左近 他）

2009年
- 戦国無双3（島左近、朝倉義景 他）
- 無双OROCHI Z（島左近 他）

2011年
- オール仮面ライダー ライダージェネレーション（2011年 - 2016年、仮面ライダーアマゾン） - 3作品
- 仮面ライダー クライマックスヒーローズ フォーゼ（仮面ライダーアマゾン）
- 戦国無双3 猛将伝（島左近、朝倉義景 他）
- 戦国無双3 Z（島左近、朝倉義景 他）
- 戦国無双 Chronicle（島左近、朝倉義景 他）
- 無双OROCHI 2（島左近 他）

2012年
- 仮面ライダー 超クライマックスヒーローズ（仮面ライダーアマゾン）
- 戦国無双 Chronicle 2nd（島左近）
- 龍が如く5 夢、叶えし者（中井）

2014年
- 戦国無双4（島左近）
- 戦国無双 Chronicle 3（島左近 他）

2015年
- スーパーロボット大戦BX / T（2015年 - 2019年、氷竜、炎竜、超竜神、風龍、雷龍、撃龍神、幻竜神、強龍神） - 2作品

2016年
- 仮面ライダー バトライド・ウォー創生（仮面ライダーアマゾン）

2018年
- 無双OROCHI 3（島左近）

2019年
- スーパーロボット大戦DD（超竜神）

### ドラマCD
- サムライスピリッツ〜侍魂〜
- 三國志
- 水夏〜SUIKA〜（上代蒼司）
- ツインビーPARADISE（船員）
- テイルズ オブ デスティニー（バティスタ・ディエゴ）
- 勇者王ガオガイガー スペシャルドラマ2 〜ロボット闇酷冒険記〜（氷竜、炎竜）

### 吹き替え
- セサミストリート（パパベア、ピノ、ゴードン）※テレビ東京版、DVD版
- セサミストリート（ゴードン、フレディー、ローズ）※YouTube版
- セサミストリート（ゴードン、パパベア、フレディー、ローズ）※U-NEXT版

### テレビドラマ
- ウルトラマンマックス（2005年） - 機械獣サテライトバーサークの声、避難アナウンスの声 役
- 魔弾戦記リュウケンドー（2006年） - 魔獣フェイスシーフの声 役
- そこをなんとか 第4話（2012年、NHK BSプレミアム） - うさぼーんCM（声） 役

### ラジオドラマ
- ぼがあざん

### 舞台
- 朝丘雪路公演
- 小澤征爾 オペラ トスカ

### CM
- タカラ、DX左右合体　超竜神CM（氷竜、炎竜、超竜神）

### ナレーション

#### 現在の担当番組
- ダウンタウンのガキの使いやあらへんで!（日本テレビ）- 「ショウヘイヘーイ」の天の声も担当。
- くりぃむクイズ ミラクル9（テレビ朝日）
- ラヴィット!（TBS）- 「見取り図の安くてウマくて〇〇な店」コーナー担当
- THE TIME,（TBS）-

#### 過去の担当番組
- ジャスト（TBS） - 「お部屋改装し隊」「お助け大作戦」などを担当
- チャンネル☆ロック!（TBS〈関東ローカル〉）
- 2時っチャオ!（TBS）
- ブロードキャスター（TBS）
- ドリフ大爆笑21世紀スペシャル（フジテレビ）
- めちゃ×2イケてるッ!（フジテレビ）
- 中居正広の金曜日のスマたちへ（TBS）
- さしこのくせに〜この番組はAKBとは全く関係ありません〜（TBS）
- トゥーン・ディズニー
- 吾輩はノーベルである
- ザ・プライムショー（WOWOW）
- 水曜プレミアシネマ2013年4月10日 ホーンテッドマンション（TBS）
- 映画レミーのおいしいレストラン（2014年7月6日、TBS）
- Xmas極上ミステリー映画ツーリスト（2014年12月25日、TBS）
- 年末シネマあしたのジョー（2014年12月28日、TBS）
- 真夏のホラーサスペンス!映画「コンスタンティン」（2015年8月17日、TBS）
- 今しか聞けない歴史バラエティー 実話日本おとぎばな史（2016年12月20日、TBS）

### シリーズ一覧
1. ↑  第1期（2020年）、第2期『ω』（2022年）